# Mirela Manjani
Mirela Manjani (Durrës, 1976. december 21. –) albán származású, de sikereit már görög színekben elérő világ- és Európa-bajnok, valamint olimpiai ezüst- és bronzérmes gerelyhajítónő.

## Sportpályafutása
Első jelentős nemzetközi eredménye az 1995-ös nyíregyházai junior Európa-bajnokságon elért második helyezés volt. Részt vett az 1994-es Európa-bajnokságon, az 1995-ös világbajnokságon és az 1996. évi nyári olimpiai játékokon is.
1997-től házassága révén görög állampolgár lett. 2002-es válásáig Mirela Manjani-Celili néven versenyzett. Görög versenyzőként 2000-ben és 2004-ben olimpiai érmes, 1999-ben és 2003-ban világbajnok, 2001-ben vb-ezüstérmes, 2002-ben Európa-bajnok volt. 2005-ben visszavonult.